# Belgische kampioenschappen atletiek 1961
De Belgische kampioenschappen atletiek 1961 alle Categorieën vonden, voor zowel de mannen als de vrouwen, plaats op 29 en 30 juli in Brussel.

## Uitslagen
| Atleet                 | Prestatie | Onderdeel            | Atlete                | Prestatie |
| ---------------------- | --------- | -------------------- | --------------------- | --------- |
| Frank Roos             | 10,8 s    | 100 m                | Terry Schueremans     | 12,9 s    |
| Romain Poté            | 21,4 s    | 200 m                | Jeannine Knaepen      | 26,5 s    |
| Louis De Clerck        | 48,1 s    | 400 m                | Marie Louise Wirix    | 61,0 s    |
| Roger Moens            | 1.49,5    | 800 m                | Marie Louise Wirix    | 2.25,5    |
| Jos Lambrechts         | 3.47,9    | 1500 m               | -                     | -         |
| Eugène Allonsius       | 14.17,8   | 5000 m               | -                     | -         |
| Aureel Vandendriessche | 30.16,0   | 10.000 m             | -                     | -         |
| -                      | -         | 80 m horden          | Gerarda Lambrechts    | 12,4 s    |
| Leo Mariën             | 14,4 s    | 110 m horden         | -                     | -         |
| Leo Mariën             | 24,2 s    | 200 m horden         | -                     | -         |
| Marcel Lambrechts      | 52,9 s    | 400 m horden         | -                     | -         |
| Gaston Roelants        | 8.58,2    | 3000 m steeple       | -                     | -         |
| Charles Timmermans     | 1,98 m    | hoogspringen         | Jeannine Knaepen      | 1,47 m    |
| Raymond Van Dijck      | 4,30 m    | polsstokhoogspringen | -                     | -         |
| Georges Salmon         | 7,12 m    | verspringen          | Dorette Van de Broek  | 5,41 m    |
| Jacques Septon         | 14,15 m   | hink-stap-springen   | -                     | -         |
| Edouard Szostak        | 14,87 m   | kogelstoten          | Simone Saenen         | 13,07 m   |
| Edouard Szostak        | 45,97 m   | discuswerpen         | Simone Saenen         | 45,56 m   |
| Charles De Backere     | 63,21 m   | speerwerpen          | Ghislaine D'Hollander | 38,27 m   |
| Henri haest            | 50,41 m   | hamerslingeren       | -                     | -         |

1889 · 
1890 · 
1891 · 
1892 · 
1893 · 
1894 · 
1895 · 
1896 · 
1897 · 
1898 · 
1899 · 
1900 · 
1901 · 
1902 · 
1903 · 
1904 · 
1905 · 
1906 ·
1907 ·
1908 · 
1909 · 
1910 · 
1911 · 
1912 · 
1913 · 
1914 · 
1919 · 
1920 · 
1921 · 
1922 · 
1923 · 
1924 · 
1925 · 
1926 · 
1927 · 
1928 · 
1929 · 
1930 · 
1931 · 
1932 · 
1933 · 
1934 · 
1935 · 
1936 · 
1937 · 
1938 · 
1939 · 
1940 · 
1941 · 
1942 · 
1943 · 
1944 · 
1945 · 
1946 · 
1947 · 
1948 · 
1949 · 
1950 · 
1951 · 
1952 · 
1953 · 
1954 · 
1955 · 
1956 · 
1957 · 
1958 · 
1959 · 
1960 · 
1961 · 
1962 · 
1963 · 
1964 · 
1965 · 
1966 · 
1967 · 
1968 · 
1969 · 
1970 · 
1971 · 
1972 · 
1973 · 
1974 · 
1975 · 
1976 · 
1977 · 
1978 · 
1979 · 
1980 · 
1981 · 
1982 · 
1983 · 
1984 · 
1985 · 
1986 · 
1987 · 
1988 · 
1989 · 
1990 · 
1991 · 
1992 · 
1993 · 
1994 ·
1995 · 
1996 · 
1997 · 
1998 · 
1999 · 
2000 · 
2001 · 
2002 · 
2003 · 
2004 · 
2005 · 
2006 · 
2007 · 
2008 · 
2009 · 
2010 · 
2011 · 
2012 · 
2013 · 
2014 · 
2015 · 
2016 · 
2017 · 
2018 · 
2019 · 
2020 · 
2021 · 
2022 · 
2023 · 
2024